# Izitso
Izitso è il decimo album in studio del cantautore britannico Cat Stevens, pubblicato nel 1977.

## Tracce
Testi e musiche di Cat Stevens eccetto dove indicato.
Lato A
1. (Remember the Days of the) Old Schoolyard – 2:44
2. Life – 4:56
3. Killin' Time – 3:30
4. Kypros – 3:10
5. Bonfire – 4:10

Lato B
1. (I Never Wanted) To Be a Star – 3:03
2. Crazy – 3:33
3. Sweet Jamaica – 3:31
4. Was Dog a Doughnut? – 4:15 (Cat Stevens, Bruce Lynch, Jean Roussel)
5. Child for a Day – 4:23 (Paul Travis, David Gordon)

## Formazione
- Cat Stevens – voce, chitarra, pianoforte, sintetizzatore, arrangiamento archi, batteria (traccia: 9), bouzouki
- Jean Roussel – pianoforte, organo Hammond, sintetizzatore
- Bruce Lynch – basso elettrico
- Andy Newmark – batteria (tracce: 1, 5, 8)
- Bill Berg – batteria (tracce: 2, 6, 7)
- Barry Morgan – sovraincisione batteria (traccia: 2)
- Roger Hawkins – batteria (traccia: 3)
- Elkie Brooks, Suzanne Lynch – voce (traccia: 1)
- Chick Corea – pianoforte, tastiere (tracce: 5, 9)
- David Campbell – arrangiamento fiati (traccia: 3)
- David Hood – basso (tracce: 3. 10)
- Pete Carr – chitarra (tracce: 3, 10)
- Barry Beckett – organo (tracce: 3, 10)
- Tim Henson – piano (traccia: 3), organo (traccia: 10)
- Jimmy Johnson – chitarra ritmica (traccia: 3)
- Reggie Young – chitarra elettrica (traccia: 6)
- Weldon Myrick – pedal steel guitar (traccia: 6)
- Broderick Smith – armonica a bocca (traccia: 8)
- Gene Page – arrangiamento archi (tracce: 5, 8)
- Barbara Ingram, Carla Benson, Evette Benton – cori (traccia: 8)